# Хоэн-Приц
Хоэн-Приц (нем. Hohen Pritz) — община в Германии, в земле Мекленбург-Передняя Померания.
Входит в состав района Пархим. Подчиняется управлению Штернбергер Зеенландшафт.  Население составляет 458 человек (на 31 декабря 2010 года). Занимает площадь 23,77 км².